# Antoni Gałka
Antoni Gałka (ur. 15 maja 1889 w Woli Różanieckiej, zm. 19 marca 1965 w Gnieźnie) – polski polityk, działacz PSL „Piast”.

## Życiorys
Urodził się 15 maja 1889 w Woli Różanieckiej jako syn Jana i Katarzyny. Rolnik w Woli Różanieckiej. Członek Polskiej Macierzy Szkolnej, prezes Okręgowego Związku Kółek Rolniczych (od 1916 roku) i Powiatowego Związku Kółek Rolniczych w Biłgoraju, organizator stowarzyszeń spożywczych. Członek Rady Gminnej i Sejmiku Powiatowego w Biłgoraju, założyciel kół PSL „Piast”. Od 1920 roku prowadził gospodarstwo rolne w Czewujewie (powiat Żnin), gdzie działał w Związku Kółek Rolniczych, Związku Osadników, Macierzy Szkolnej. Prezes Zarządu Powiatowego PSL „Piast” w Żninie. Wynalazca, właściciel dwóch patentów, m.in. na pompowane siodełka do rowerów i motocykli, których wytwórnię prowadził w Gnieźnie od 1938 roku. Podczas II wojny światowej pracował w niemieckim zakładzie stolarskim w Gnieźnie, a po utracie palców prawej dłoni w ochronie budynku stolarni. Działał w konspiracji. Po wojnie był kierownikiem Działu Aprowizacji i Repatriacji Starostwa w Gnieźnie. Sympatyk PSL. Szykanowany z powodów politycznych, w 1948 roku wycofał się z aktywnego życia zawodowego. Prezes Związku Emerytów i Rencistów w Gnieźnie. Zmarł 19 marca 1965 w Gnieźnie.

## Działalność polityczna
Poseł na Sejm Ustawodawczy (1919–1922), mandat uzyskał z listy nr 4 (Narodowy Komitet Wyborczy Bezpartyjny), okręg wyborczy 23 (Zamość).

## Rodzina
Żonaty z Magdaleną z domu Chadacz. Mieli sześcioro dzieci – trzech synów: Jana (1894-1980), Józefa (1921-39) i Edmunda oraz trzy córki: Marię, Agnieszkę i Helenę.